# Etiá

Etiá, en grec moderne : Ετιά, est un village du dème de Sitía, en Crète, en Grèce. Selon le recensement de 2011, la population d'Etiá ne compte aucun habitant. Le village est situé à une altitude de 510 m et à une distance de 14 km de Sitía.
Une villa vénitienne de la fin du XVe siècle, ayant appartenu à la famille De Mezzo, est située au nord du hameau.

## Recensements de la population
| Recensements | 1900 | 1920 | 1928 | 1940 | 1951 | 1961 | 1971 | 1981 | 1991 | 2001 | 2011 |
| ------------ | ---- | ---- | ---- | ---- | ---- | ---- | ---- | ---- | ---- | ---- | ---- |
| Population   | 8    | 27   | 22   | 53   | 47   | 34   | 14   | 8    | -    | 0    | 0    |